# Папазоглу, Леонидас
Леонидас Папазоглу (греч. Λεωνίδας Παπάζογλου, 1872, Кастория — 1918) — греческий фотограф конца XIX — начала XX веков.

## Биография

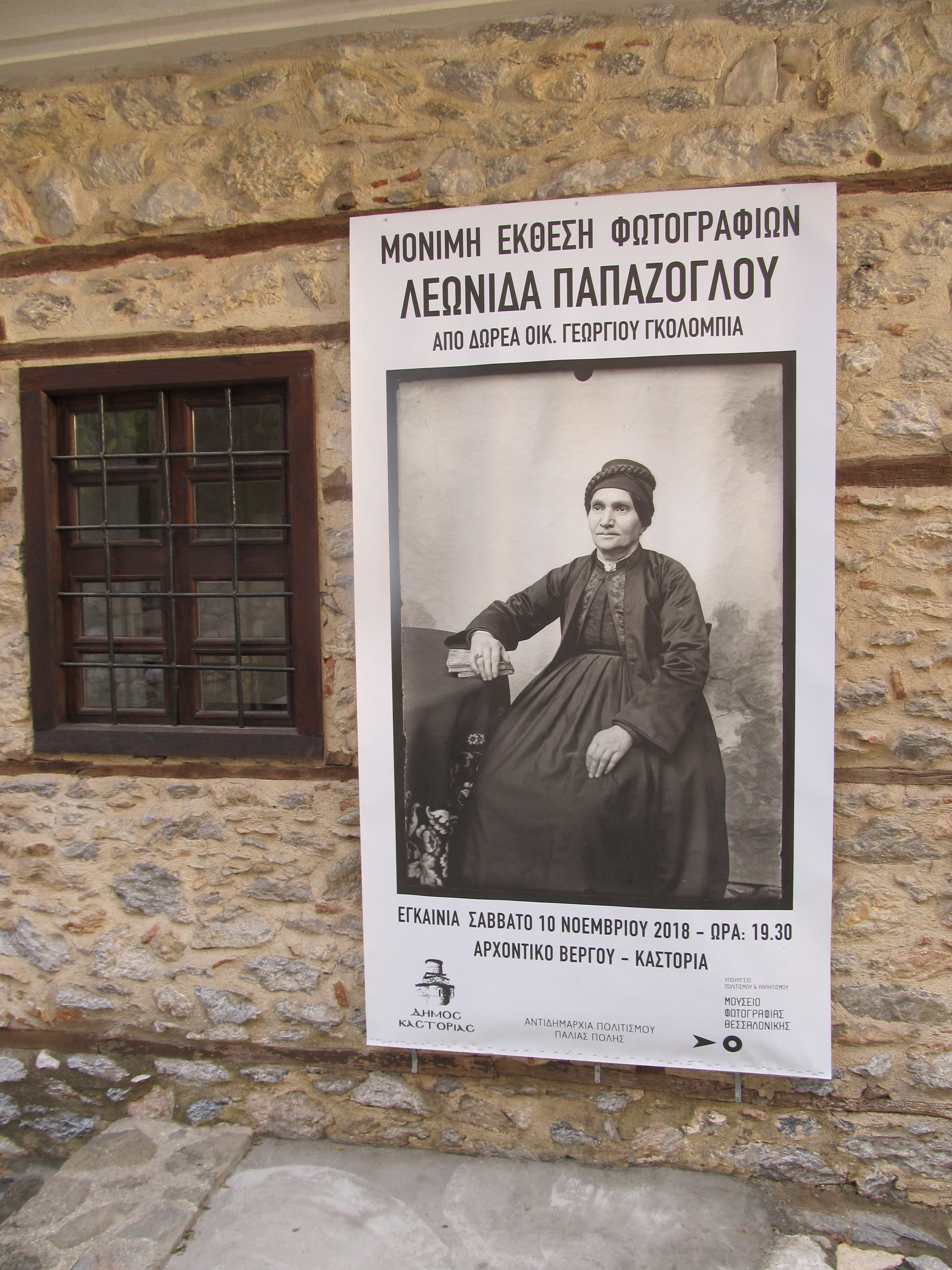
Афиша перед постоянной выставкой фотографий Папазоглу в Кастории

Папазоглу родился в 1872 году в городе Кастория в ещё тогда османской Македонии. Вместе с братом Пантелисом он отправился в Константинополь, где учился фотографии. После смерти родителей братья вернулись в Касторью, где открыли первое фото-ателье и монополизировали фотографирование во всём регионе.
Папазоглу умер в 1918 году, в возрасте 46 лет от эпидемии гриппа (испанка).

## Работы
Папазоглу и его работа были неизвестны до последнего времени, когда его престарелая дочь в 1993 году, стала отделываться от негативов. Своим сегодняшним признанием и спасением 2500 негативов Папазоглу, обязан коллекционеру Георгиосу Голобиасу.
Спасение, сохранение и издание архива Папазоглу были бы необходимостью даже просто из-за его исторического значения.
Папазоглу запечатлел жителей Македонии в период когда общественные структуры региона только начали рушиться и греки, сербы и болгары только приступили к борьбе за территории приходящей в упадок Османской империи.
Кроме неоспоримого исторического значенияего фотографий, сам Папазоглу выступает как один из корифеев греческой фотографии начала XX века.
Через ателье Папазоглу прошли представители всех общественных и национальных групп составлявших тогда мульти-культурную мозаику Кастории: греки, болгары, турки, евреи, турко-албанцы. Его фотографии запечатлели неизвестных жителей и такие известные лица борьбы за Македонию как митрополит Касторьи Герман (Каравангелис).
Для Папазоглу триптих православный поп, муфтий и раввин не является экзотикой.
В разгаре борьбы за Македонию, Папазоглу делает групповые портреты греческих македономахов, болгарских четников, османских солдат, иногда просто разбойников.
Ему же принадлежит и скрытая фотография первой могилы самого известного македономаха Мелас, Павлос.